# Scott Minto
Ne pas confondre avec Scott Minto (en), joueur australien de rugby à XIII.
Pour les articles homonymes, voir Minto.
Scott Christopher Minto, couramment appelé Scott Minto, est un footballeur puis présentateur sportif anglais, né le 6 août 1971 à Bromborough, Angleterre. Évoluant au poste d'arrière gauche, il a successivement joué à Charlton Athletic, Chelsea, Benfica Lisbonne, West Ham United et Rotherham United. Il a aussi été sélectionné en équipe d'Angleterre espoirs.

## Biographie

### Carrière de joueur
Natif de Bromborough, il commence sa carrière à Charlton Athletic en 1988 à 17 ans. Après plus de 220 matches pour les Addicks dont 180 de championnat, il s'engage pour Chelsea en juillet 1994 pour 875 000 £. 
Son premier match pour les Chelsea a lieu lors de la campagne du club en Coupe des Coupes 1994-1995, pour une victoire 6-2 contre le FK Viktoria Žižkov (il participera d'ailleurs à partir de là à toutes les rencontres jusqu'à l'élimination en demi-finales par le Real Saragosse).
Son passage à Chelsea est entaché de nombreuses blessures, ce qui ne l'empêche pas d'être un titulaire en défense dès que son état lui permet de jouer. Il participe de manière active à l'aventure du club en FA Cup en 1996-1997 qui le voit jouer son dernier match pour les Blues lors de la finale remportée 2-0 contre Middlesbrough.
En juin 1997, peu de temps après la victoire en FA Cup, il rejoint en transfert gratuit l'équipe portugaise du Benfica Lisbonne, après avoir joué un total de 72 matches pour Chelsea dont 54 en championnat pour 4 buts inscrits.
Il reste 18 mois dans l'effectif du Benfica Lisbonne, y jouant 31 matches, avant de retourner en Angleterre, en signant pour West Ham United pour 1 000 000 £ en janvier 1999.
Malgré un tout premier match catastrophique avec son nouveau club, défaite 0-4 à domicile contre Sheffield Wednesday, il s'impose rapidement comme un défenseur talentueux et aide son club à obtenir son meilleur classement en Premier League avec une cinquième place à l'issue de la saison 1998-1999. Malheureusement, la suite de son aventure avec les Hammers sera gâché par les blessures. Son club le laisse ainsi partir à l'issue de son contrat en juin 2003, après 51 matches joués.
Il rejoint alors le club de League One Rotherham United, mais encore une fois les blessures ne le laisseront pas tranquille. Il ne joue que sept matches lors de la saison 2005-2006 et décide de raccrocher les crampons en juillet 2006.
Depuis sa retraite sportive, il s'est reconverti dans l'audiovisuel. Diplômé en 2008 de l'Université du Staffordshire en journalisme sportif, il devient le présentateur régulier des matches espagnols mais aussi sur certains matches anglais sur Sky Sports. Il intervient par ailleurs épisodiquement dans l'émission Soccer Saturday (en) toujours sur Sky Sports, mais aussi sur les radios Talksport et BBC London 94.9 (en).

### Carrière internationale
Entre 1990 et 1993, il reçoit six sélections en Angleterre espoirs alors qu'il joue à Charlton Athletic.